# Lijst van voetbalinterlands Albanië - Argentinië
Deze lijst van voetbalinterlands is een overzicht van alle voetbalwedstrijden tussen de nationale teams van Albanië en Argentinië. De landen hebben tot op heden een keer tegen elkaar gespeeld. Dat was een vriendschappelijke wedstrijd in Buenos Aires op 20 juni 2011.

## Wedstrijden
| № | Plaats       | Datum        | Competitie        | Wedstrijd            | Uitslag |
| - | ------------ | ------------ | ----------------- | -------------------- | ------- |
| 1 | Buenos Aires | 20 juni 2011 | Vriendschappelijk | Argentinië – Albanië | 4 – 0   |

## Samenvatting
| Competitie        | Totaal gespeeld | Winst Albanië | Gelijk | Winst Argentinië | Doelsaldo Albanië – Argentinië |
| ----------------- | --------------- | ------------- | ------ | ---------------- | ------------------------------ |
| Vriendschappelijk | 1               | 0             | 0      | 1                | 0 – 4                          |
| Totaal            | 1               | 0             | 0      | 1                | 0 – 4                          |

Wedstrijden bepaald door strafschoppen worden, in lijn met de FIFA, als een gelijkspel gerekend.

## Details

### Eerste ontmoeting
| Vriendschappelijk (Buenos Aires, Argentinië, 20 juni 2011): |              | |
| Argentinië | 4 – 0        | Albanië |
| Ezequiel Lavezzi 5' Lionel Messi 42' Sergio Agüero 74' Carlos Tévez 90' | goals        | |
| Sergio Batista | bondscoach   | Josip Kuže |
| Sergio Romero Nicolás Burdisso Gabriel Milito Javier Zanetti Marcos Rojo 46' Javier Mascherano Lucas Biglia 46' Ángel di María 46' Éver Banega Lionel Messi Ezequiel Lavezzi 61' | opstellingen | 73' Arjan Beqaj Franc Veliu Andi Lila 81' Endrit Vrapi Kristi Vangjeli Ervin Bulku 58' Igli Allmuça 46' Emiljano Vila 67' Elis Bakaj Gjergj Muzaka 67' Edmond Kapllani |
| Pablo Zabaleta 46' Fernando Gago 46' Carlos Tévez 46' Sergio Agüero 61' | wissels      | 46' Jahmir Hyka 58' Gilman Lika 67' Agonit Sallaj 67' Armando Vajushi 73' Isli Hidi 81' Renato Arapi                                                                   |
| Fernando Gago 87' | gele kaarten | 29' Elis Bakaj |

FSHF · A-internationals · Bondscoaches · Statistieken · Albanees vrouwenelftal · Olympisch elftal · Albanië U21 · Albanië U20 · Albanië U19 · Albanië U18 · Albanië U17 · Albanië U16
1946 – 1949 · 
1950 – 1959 · 
1960 – 1969 · 
1970 – 1979 · 
1980 – 1989 · 
1990 – 1999 · 
2000 – 2009 · 
2010 – 2019 ·
2020 – 2029
EK 2016 · EK 2024
1946 · 
1947 · 
1948 · 
1949 · 
1950 · 
1951 · 
1952 · 
1953 · 
1954 · 1955 · 1956 · 
1957 · 
1958 · 
1959 · 1960 · 1961 · 1962 · 
1963 · 
1964 · 
1965 · 
1966 · 
1967 · 
1968 · 1969 · 
1970 · 
1971 · 
1972 · 
1973 · 
1974 · 1975 · 
1976 · 
1977 · 1978 · 1979 · 
1980 · 
1981 · 
1982 · 
1983 · 
1984 · 
1985 · 
1986 · 
1987 · 
1988 · 
1989 · 
1990 · 
1991 · 
1992 · 
1993 · 
1994 · 
1995 · 
1996 · 
1997 · 
1998 · 
1999 · 
2000 · 
2001 · 
2002 · 
2003 · 
2004 · 
2005 · 
2006 · 
2007 · 
2008 · 
2009 · 
2010 · 
2011 · 
2012 · 
2013 · 
2014 · 
2015 · 
2016 · 
2017 · 
2018 ·
2019 ·
2020 ·
2021 ·
2022 ·
2023 ·
2024
Algerije ·
Andorra ·
Argentinië ·
Armenië ·
Azerbeidzjan ·
Bahrein ·
België ·
Bosnië en Herzegovina ·
Bulgarije ·
Chili ·
China ·
Cuba ·
Cyprus ·
DDR ·
Denemarken ·
Duitsland ·
Engeland ·
Estland ·
Faeröer ·
Finland ·
Frankrijk ·
Georgië ·
Griekenland ·
Hongarije ·
Ierland ·
IJsland ·
Iran ·
Israël · 
Italië ·
Joegoslavië ·
Jordanië ·
Kameroen ·
Kazachstan ·
Kosovo ·
Kroatië ·
Letland ·
Liechtenstein ·
Litouwen ·
Luxemburg ·
Malta ·
Marokko ·
Mexico ·
Moldavië ·
Montenegro ·
Nederland ·
Noord-Ierland ·
Noord-Macedonië ·
Noorwegen ·
Oekraïne ·
Oezbekistan ·
Oostenrijk ·
Polen ·
Portugal ·
Qatar ·
Roemenië ·
Rusland ·
San Marino ·
Saoedi-Arabië ·
Schotland ·
Servië ·
Slovenië ·
Spanje ·
Tsjechië ·
Tsjecho-Slowakije ·
Turkije ·
Vietnam ·
Wales ·
Wit-Rusland ·
Zweden ·
Zwitserland
Frankrijk (2016) · 
Roemenië (2016) · 
Zwitserland (2016)
AUF · A-internationals · Selecties · Bondscoaches · Argentijns vrouwenelftal · Olympisch elftal · Argentinië U21 · Argentinië U20 · Argentinië U19 · Argentinië U18 · Argentinië U17
1900 – 1909 ·
1910 – 1919 ·
1920 – 1929 ·
1930 – 1939 ·
1940 – 1949 ·
1950 – 1959 ·
1960 – 1969 ·
1970 – 1979 ·
1980 – 1989 ·
1990 – 1999 ·
2000 – 2009 ·
2010 – 2019 ·
2020 − 2029
WK 1930 · 
WK 1934 · 
WK 1958 · 
WK 1962 · 
WK 1966 · 
WK 1974 · 
WK 1978 · 
WK 1982 · 
WK 1986 · 
WK 1990 · 
WK 1994 · 
WK 1998 · 
WK 2002 · 
WK 2006 · 
WK 2010 · 
WK 2014 · 
WK 2018 ·
WK 2022
OS 1928 · 
OS 1988 · 
OS 1996 · 
OS 2004 · 
OS 2008 · 
OS 2016 · 
OS 2020
1902 · 
1903 · 
1904 · 
1905 · 
1906 · 
1907 · 
1908 · 
1909 ·
1910 · 
1911 · 
1912 · 
1913 · 
1914 · 
1915 · 
1916 · 
1917 · 
1918 · 
1919 ·
1920 · 
1921 · 
1922 · 
1923 · 
1924 · 
1925 · 
1926 · 
1927 · 
1928 · 
1929 ·
1930 · 
1931 · 
1932 · 
1933 · 
1934 · 
1935 · 
1936 · 
1937 · 
1938 · 
1939 ·
1940 · 
1941 · 
1942 · 
1943 · 
1944 · 
1945 · 
1946 · 
1947 · 
1948 · 1949 · 
1950 · 
1951 · 
1952 · 
1953 · 
1954 · 
1955 · 
1956 · 
1957 · 
1958 · 
1959 ·
1960 · 
1961 · 
1962 · 
1963 · 
1964 · 
1965 · 
1966 · 
1967 · 
1968 · 
1969 ·
1970 · 
1971 · 
1972 · 
1973 · 
1974 · 
1975 · 
1976 · 
1977 · 
1978 · 
1979 ·
1980 · 
1981 · 
1982 · 
1983 · 
1984 · 
1985 · 
1986 · 
1987 · 
1988 · 
1989 ·
1990 ·
1991 · 
1992 · 
1993 · 
1994 · 
1995 · 
1996 · 
1997 · 
1998 · 
1999 · 
2000 · 
2001 · 
2002 · 
2003 · 
2004 · 
2005 · 
2006 · 
2007 · 
2008 · 
2009 · 
2010 · 
2011 · 
2012 · 
2013 · 
2014 ·
2015 ·
2016 ·
2017 ·
2018 ·
2019 ·
2020 ·
2021 ·
2022 ·
2023
Albanië ·
Algerije ·
Angola ·
Australië ·
België ·
Bolivia ·
Bosnië en Herzegovina · 
Brazilië ·
Bulgarije ·
Canada ·
Chili ·
China ·
Colombia ·
Costa Rica · 
Curaçao ·
Denemarken ·
DDR ·
Duitsland ·
Ecuador ·
Egypte ·
El Salvador ·
Engeland ·
Estland ·
Frankrijk ·
Ghana ·
Griekenland ·
Guatemala ·
Haïti ·
Honduras ·
Hongarije ·
Hongkong ·
Ierland ·
IJsland ·
India ·
Indonesië ·
Irak ·
Iran ·
Israël ·
Italië ·
Ivoorkust ·
Jamaica ·
Japan ·
Joegoslavië ·
Kameroen ·
Kroatië ·
Libië ·
Litouwen · 
Marokko ·
Mexico ·
Nederland ·
Nicaragua ·
Nigeria ·
Noord-Ierland ·
Noorwegen ·
Oostenrijk ·
Panama ·
Paraguay ·
Peru ·
Polen ·
Portugal · 
Qatar ·
Roemenië ·
Rusland · 
Saoedi-Arabië · 
Schotland ·
Servië en Montenegro ·
Singapore ·
Slovenië ·
Slowakije ·
Sovjet-Unie ·
Spanje ·
Trinidad en Tobago ·
Tsjecho-Slowakije ·
Tunesië ·
Uruguay ·
Venezuela ·
Verenigde Arabische Emiraten ·
Verenigde Staten ·
Wales ·
Wit-Rusland · 
Zuid-Afrika ·
Zuid-Korea ·
Zweden ·
Zwitserland
Australië (2022) ·
België (2014) ·
Bosnië en Herzegovina (2014) ·
Brazilië (1982) ·
Brazilië (2005) ·
Denemarken (1995) ·
Duitsland (2006) ·
Duitsland (2014) ·
Frankrijk (2018) ·
Frankrijk (2022) ·
IJsland (2018) ·
Iran (2014) ·
Italië (1982) ·
Ivoorkust (2006) ·
Kroatië (2018) ·
Kroatië (2022) ·
Mexico (2006) ·
Nederland (1978) ·
Nederland (2006) ·
Nederland (2014) ·
Nederland (2022) ·
Nigeria (2010) ·
Nigeria (2014) ·
Nigeria (2018) ·
Saoedi-Arabië (1992) ·
Saoedi-Arabië (2022) · 
Servië en Montenegro (2006) ·
West-Duitsland (1986) · West-Duitsland (1990) ·
Zwitserland (2014)